# Aleja Solidarności w Kielcach
Aleja Solidarności – jedna z ulic w Kielcach stanowiąca fragment drogi krajowej nr 73.

## Przebieg
Aleja Solidarności ma około 2,15 kilometra. Zaczyna się od skrzyżowania z ulicami Sandomierską i Źródłową oraz Aleją IX Wieków Kielc. Następnie krzyżuje się z ulicami: Niską i Leszczyńską, Domaszowską i Aleją Tysiąclecia Państwa Polskiego, Świętokrzyską, Marii Konopnickiej, by zakończyć się na dwupoziomowym węźle drogowym z ulicami Radomską oraz Mieczysława Jaworskiego (wybudowanym w 2005 roku).
Skrzyżowanie z ulicą Świętokrzyską nosi nazwę węzła Kielce Bocianek, gdzie krzyżują się DK73, DK74 i S74.
Do 2011 roku odcinek Alei Solidarności od ulicy Świętokrzyskiej do ulicy Źródłowej był również fragmentem DK74 (od tego czasu droga ta przebiega przez przedłużenie ulicy Świętokrzyskiej jako S74).

## Historia
Aleja (wówczas jako ulica Manifestu Lipcowego) powstała na przełomie lat 70. i 80., kiedy to budowano kompleks osiedli na północy Kielc: Świętokrzyskie, Na Stoku i Słoneczne Wzgórze. Początkowo ulica Manifestu Lipcowego biegła aż do skrzyżowania z ulicą Warszawską na granicy miasta. Później jej północny fragment został przeniesiony na ulicę otaczającą Osiedle Świętokrzyskie. W 2005 roku ulica została podzielona na dwie części: południowa (do ulicy Krasickiego) została przemianowana na Aleję Solidarności, natomiast północna na ulicę Jana Nowaka-Jeziorańskiego.

## Przebudowy Al. Solidarności
W czerwcu 2005 roku został złożony wniosek o dofinansowanie na wybudowanie dwupoziomowego węzła drogowego u zbiegu ulic Manifestu Lipcowego, Radomskiej i J. Krasickiego (obecnie Alei Solidarności, Radomskiej i Mieczysława Jaworskiego). Prace zakładały dwa etapy – budowę węzła, oraz przebudowę blisko 600-metrowego odcinka obecnej Alei Solidarności - od skrzyżowania z ulicą Świętokrzyską (obecnie węzeł Kielce Bocianek) do nowo wybudowanego węzła drogowego. Na tym odcinku również dobudowano drugą nitkę, tworząc z obecnej Alei Solidarności ulicę dwupasmową w obie strony.
W latach 2009–2011 przebudowywano ulicę Świętokrzyską na odcinku od ulicy Warszawskiej do Alei Solidarności oraz wybudowano jej przedłużenie w kierunku Cedzyny w ramach planowanej drogi ekspresowej S74. W ramach tej inwestycji przebudowano m.in. skrzyżowanie Alei Solidarności z ulicą Świętokrzyską na bezkolizyjny węzeł o nazwie Kielce-Bocianek.
2013 roku do projektu pod nazwą: "Rozwój systemu komunikacji publicznej w Kieleckim Obszarze Metropolitalnym” zostało dodane zadanie na wybudowanie bus-pasów w ciągu ulic Tarnowskiej i Źródłowej oraz Alei Solidarności (na odcinku od ulicy Bohaterów Warszawy do alei Tysiąclecia Państwa Polskiego).
W ramach inwestycji pod nazwą "Budowa i modernizacja sieci ścieżek rowerowych w gminie Kielce, jako element zrównoważonej mobilności miejskiej" (zadanie 2) wybudowano prawie 2,2 kilometra ścieżek rowerowych w ciągu Alei Solidarności (od skrzyżowania z ulicą Leszczyńską na północ do końca ulicy bez skrzyżowań z Aleją Tysiąclecia Państwa Polskiego i ulicą Świętokrzyską) oraz ulicy Radomskiej. Koszt budowy i przebudowy ponad 12 kilometrów ścieżek rowerowych w Kielcach (w tym tej przy Alei Solidarności) został dofinansowany z Unii Europejskiej kwotą ponad 8,6 mln zł. Całkowity koszt inwestycji wyniósł ponad 13 mln zł.
18 października 2021 rozpoczął się remont skrzyżowania Alei Solidarności z Aleją Tysiąclecia Państwa Polskiego i ulicą Domaszowską, który jest częścią przebudowy ulicy Domaszowskiej. Udostępnienie ponownie całej Alei Solidarności w ramach przejezdności miało miejsce 28 kwietnia 2023 roku, natomiast cała inwestycja została zakończona 28 czerwca 2023 roku.
4 marca 2022 roku ogłoszono przetarg budowę S74 w Kielcach między węzłami Kielce-Zachód i Kielce-Bocianek. W jej ramach ma zostać przebudowane skrzyżowanie Alei Solidarności z ulicą Świętokrzyską. Umowę na realizację tego odcinka drogi S74 podpisano 24 stycznia 2023 roku.
19 sierpnia 2024 roku rozpoczął się remont 250-metrowego odcinka zachodniej jezdni w okolicy skrzyżowania z ulicą Niską, który trwał do 30 sierpnia tegoż roku.

## Ważniejsze obiekty i firmy przy Alei Solidarności

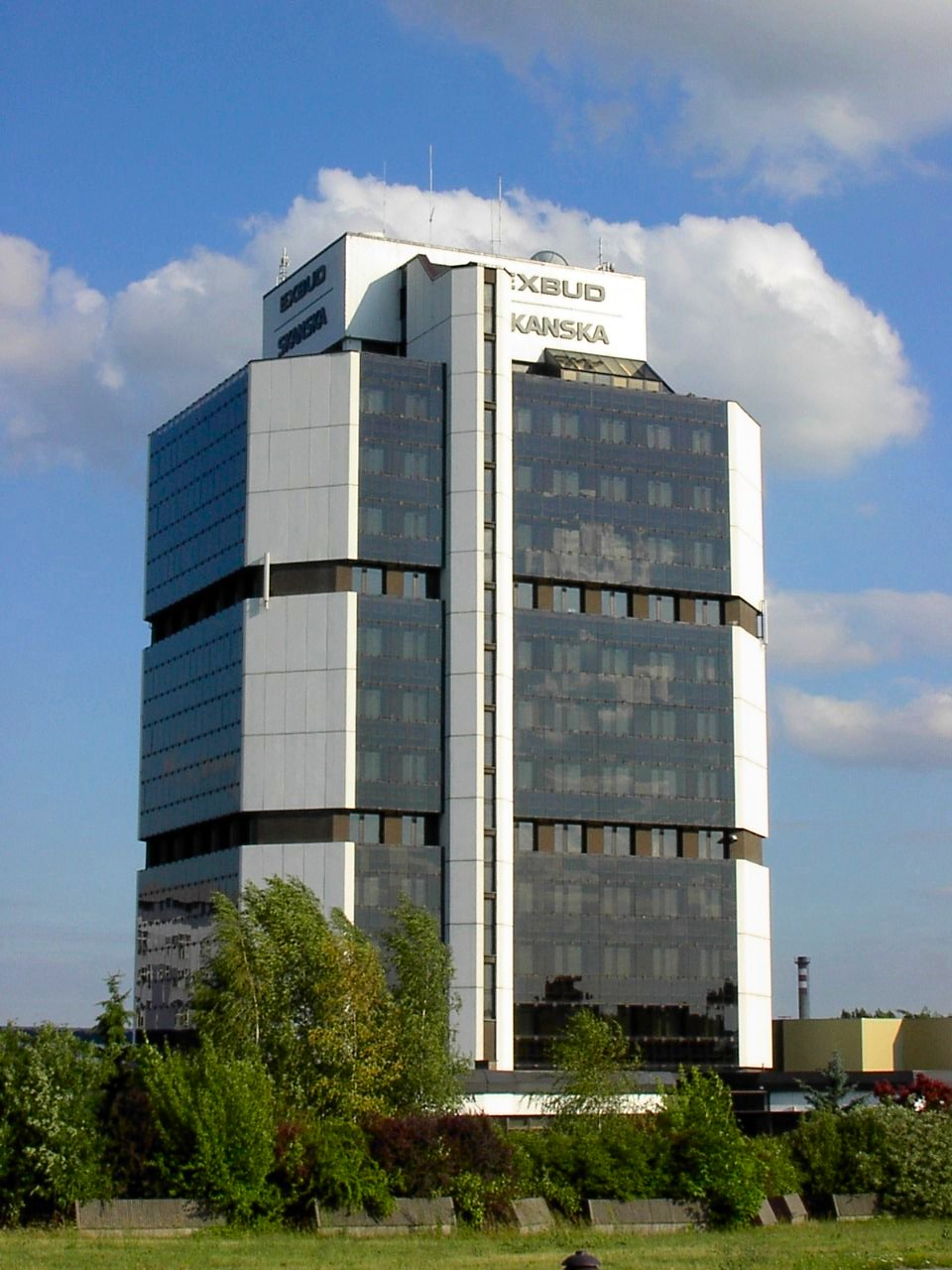
Dawny budynek Exbudu, widok przed budową wieżowców na skrzyżowaniu al. Solidarności i ul. Świętokrzyskiej

- Galeria Echo (wybudowana w latach 2001–2002; przebudowana czterokrotnie, w tym największa – dobudowa części handlowej – w latach 2009–2011)[19]
- Politechnika Świętokrzyska (powstała w 1965 roku jako Kielecko-Radomska Wieczorowa Szkoła Inżynierska w Kielcach; przekształcona w Politechnikę Świętokrzyską w roku 1974)
- Exbud (wybudowany w latach 1987–1991 budynek, który później stał się charakterystycznym elementem miasta; w 2008 roku został sprzedany firmie City Core)[20][21]
- Echo Investment (firma budowlana mająca siedzibę przy Al. Solidarności, która odpowiadała za powstanie m.in. Galerii Echo oraz Pasażu Świętokrzyskiego)[22][23]

## Komunikacja miejska
Na Alei Solidarności znajduje się łącznie 6 przystanków (1 przy skrzyżowaniu z ulicą Sandomierską, 2 przy skrzyżowaniu z Aleją Tysiąclecia Państwa Polskiego, 1 przy Galerii Echo oraz 2 na wysokości Osiedla Bocianek), które obsługuje łącznie 11 linii (4, 13, 30, 34, 50, 53, 102, 104, 112, 114 i N1).